# Tambinia debilis
Tambinia debilis är en insektsart som beskrevs av Stsl 1859. Tambinia debilis ingår i släktet Tambinia och familjen Tropiduchidae. Inga underarter finns listade i Catalogue of Life.